# Austrophlebiodes marchanti
Austrophlebiodes marchanti is een haft uit de familie Leptophlebiidae. De wetenschappelijke naam van de soort is voor het eerst geldig gepubliceerd in 1997 door Parnorng & Campbell.
De soort komt voor in het Australaziatisch gebied.